# Northville Charter Township
Northville Charter Township, officiellement le township de Northville, est un township du comté de Wayne dans l'État américain du Michigan et une banlieue de Metro Detroit. La population était de 28 497 habitants au recensement de 2010. 
La ville de Northville est adjacente à la partie nord du township mais est administrativement autonome. Certaines parties du township de Northville ont été incorporées au village de Northville, qui s'est ensuite constitué en ville de Northville. Des portions du township ont également été annexées à la ville depuis lors. La dernière annexion en date a été une propriété appartenant à la ville de Northville, qui faisait partie du cimetière de Rural Hill Cemetery. La majorité du township est desservie par les écoles publiques de Northville (en). Une petite partie du township est desservie par les écoles communautaires de Plymouth-Canton (en). La totalité du township est desservie par la bibliothèque du district de Northville et par ses propres services de police et d'incendie. 

## Géographie
Selon le Bureau du recensement des États-Unis, le township a une superficie totale de 43 km², dont 43 km² de terre et 0,52 km² d'eau, soit 0,96%. 

## Histoire
Alors que le village de Northville s'est développé dans les limites du township de Plymouth à partir des années 1820, le township de Northville lui-même n'a pas existé jusqu'en 1898. À cette époque, les résidents locaux, qui se seraient sentis méprisés par le fait que les fonctionnaires du township de Plymouth se concentraient davantage sur le village de Plymouth, ont décidé de se séparer en un township séparé. De cette façon, l'ancien "SuperTownship" de Plymouth (qui comprenait auparavant tous les townships de township, Plymouth et Northville) s'est scindé en un township de Plymouth et un township de Northville. 
Le township de Northville est ensuite devenu un township en 1985. 

### Code ZIP
En réponse à la croissance rapide du township, un nouveau code ZIP 48168 a été introduit en juin 2005 pour les personnes vivant au sud de Seven Mile Road. Ceux qui vivent au nord ou sur la route (ainsi que ceux qui vivent dans la ville de Northville) ont conservé le code ZIP 48167, ainsi que tous les résidents ayant un code ZIP 48170 (Plymouth). 

### Crise budgétaire 2009 et propositions de licenciements dans la sécurité publique
Fin septembre 2009, un peu plus d'un mois après l'achat de la propriété de l'hôpital, le conseil d'administration du township de Northville a déclaré qu'il fonctionnait avec un déficit budgétaire. Le conseil a commencé à demander aux chefs de service et aux directeurs de trouver des moyens de réduire leur budget. L'une des réductions proposées était le licenciement de 5 officiers de police et de 2 répartiteurs de la sécurité publique, soit une réduction d'environ 15 à 20 % des effectifs de la police. Le syndicat de police du township de Northville a fait du porte-à-porte en distribuant des prospectus pour informer le public des réductions proposées par le conseil et pour inviter le public à exprimer son opinion sur la question au conseil d'administration du township. 
Le 1er octobre 2009, les résidents du township de Northville ont exprimé leur mécontentement face aux réductions proposées en matière de sécurité publique dans le budget 2010. Plusieurs des résidents présents ont critiqué le conseil d'administration du township pour ne pas avoir fait plus pour maintenir le service de sécurité publique. Les membres du conseil d'administration ont fait l'objet d'un examen minutieux pour avoir soutenu l'initiative de vote du mois d'août visant à acheter les 414 acres (1,68 km2) de la propriété de l'ancien hôpital psychiatrique régional de Northville, sachant qu'il y avait un déficit budgétaire. Plusieurs résidents ont fait valoir que le Conseil aurait dû demander un village pour soutenir leur niveau de service actuel, au lieu de demander aux électeurs de soutenir l'achat du terrain. Les administrateurs de la municipalité ont déclaré que les deux questions n'étaient pas liées. 
Le 15 octobre 2009, un peu plus de deux mois après le vote sur la propriété de l'hôpital psychiatrique, le conseil d'administration du township de Northville a approuvé le budget fiscal 2010. Le budget, tel qu'approuvé, a autorisé la mise à pied de 5 agents de police et de 2 répartiteurs de la sécurité publique. Le budget a également exigé que de nombreux employés non syndiqués du township prennent des jours de congé obligatoires. Afin de prévenir les licenciements de policiers, un gagnant de la loterie locale a proposé de donner au township de Northville l'argent nécessaire pour compenser le déficit budgétaire présumé de la sécurité publique, soit environ 640 000 dollars. Le conseil d'administration a rejeté l'offre en déclarant que l'une de ses conditions, le maintien du personnel actuel de la sécurité publique, n'était pas une condition qu'il pouvait légalement accepter. Le conseil d'administration a déclaré que si le syndicat des policiers acceptait des concessions, les licenciements seraient évités. Les résidents ont continué à exprimer publiquement leur mécontentement face à la décision du conseil, certains d'entre eux suggérant même une éventuelle campagne de rappel des membres du conseil d'administration de la ville. 

## Économie
Les opérations nord-américaines du groupe ZF sont basées dans le township de Northville. 

## Gouvernement et infrastructure
Le département des services correctionnels du Michigan (en) a géré l'établissement correctionnel de Western Wayne dans le township, qui a fermé le 20 décembre 2004. Le gouvernement local du township de Northville est composé d'un superviseur, d'un greffier, d'un trésorier et de quatre administrateurs élus. "Northville Township".